# Élections sénatoriales nigérianes de 2023
Les élections sénatoriales nigérianes de 2023 ont lieu le 25 février 2023 en même temps que l'élection présidentielle et les élections législatives afin d'élire les 109 sénateurs du Nigeria.

## Mode de scrutin
Le Nigéria est doté d'un parlement bicaméral, dit Assemblée nationale, composé d'une chambre basse, la Chambre des représentants, et d'une chambre haute, le Sénat.
Le Sénat est composé de 109 sièges à raison de trois pour chacun des 36 États du Nigeria plus un pour le Territoire de la Capitale fédérale Abuja. Chacun des états est divisé en trois circonscriptions sénatoriales, et les sénateurs sont ainsi élus pour quatre ans au scrutin uninominal majoritaire à un tour,.

## Résultats
|                           |                                      |            |     |        |               |  |  |  |  |
| Parti                     | Parti                                | Voix       | %   | Sièges | +/-           |  |  |  |  |
|                           | Congrès des progressistes (APC)      |            |     | 59     | 4             |  |  |  |  |
|                           | Parti démocratique populaire (PDP)   |            |     | 37     | 7             |  |  |  |  |
|                           | Parti travailliste (LP)              |            |     | 7      | 7             |  |  |  |  |
|                           | Parti des jeunes progressistes (YPP) |            |     | 0      | 1             |  |  |  |  |
|                           | Autres partis                        |            |     | 5      | 5             |  |  |  |  |
|                           |                                      |            |     |        |               |  |  |  |  |
| Suffrages exprimés        |                                      |            |     |        |               |  |  |  |  |
| Votes blancs et invalides |                                      |            |     |        |               |  |  |  |  |
| Total                     | Total                                |            | 100 | 109    | en stagnation |  |  |  |  |
| Abstentions               |                                      |            |     |        |               |  |  |  |  |
| Inscrits / participation  | Inscrits / participation             | 93 469 008 |     |        |               |  |  |  |  |